# Mesolabio
Il mesolabio è uno strumento creato da Eratostene che permette di risolvere meccanicamente il problema di individuare due lunghezze medio proporzionali tra due segmenti noti. Può essere considerato come uno dei primi calcolatori meccanici della storia.

## Descrizione dello strumento

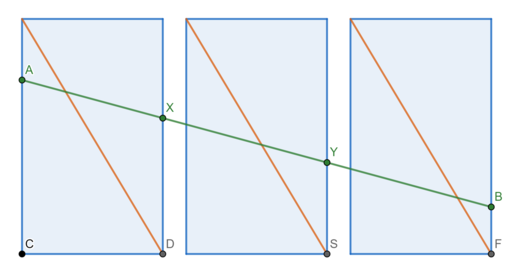
Schema del mesolabio con pannelli aperti

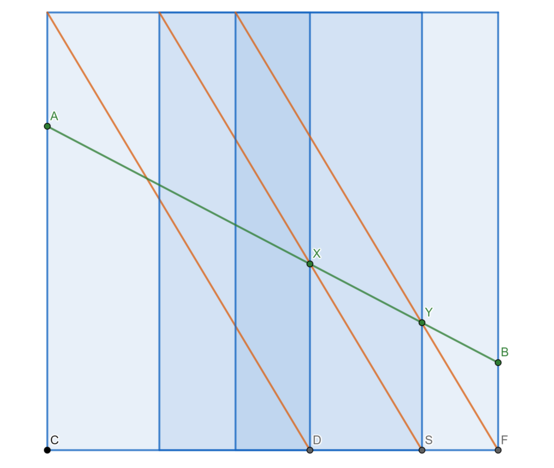
Schema del mesolabio con pannelli in posizione

Il mesolabio di Eratostene è formato da tre pannelli rettangolari di forma uguale che possono scorrere e sovrapporsi in direzione orizzontale. Sul lato verticale destro di ogni pannello è indicata una scala graduata letta dal basso verso l'alto. Su ogni pannello è tracciata la diagonale che congiunge il vertice superiore sinistro a vertice inferiore destro in modo che durante il movimento dei pannelli le diagonali rimangano sempre parallele tra loro. Una corda è tesa, mediante un peso in sospensione, tra due punti A e B che possono scorrere lungo i lati lati verticali esterni dei pannelli 1 e 3.
Siano {\displaystyle a} e {\displaystyle b} le due lunghezze tra cui vogliamo trovare due segmenti medio proporzionali {\displaystyle x} e {\displaystyle y}, ossia i due valori che soddisfano le proporzioni
{\textstyle a:x=x:y=y:b\;.}
Il mesolabio di Eratostene permette di ottenere queste misure mediante il seguente procedimento:
1. I punti {\displaystyle A} e {\displaystyle B} tra cui è sospesa la corda vengono spostati lungo i lati esterni dei pannelli 1 e 3 in modo tale che le loro distanze dalla base corrispondano con {\displaystyle a} e {\displaystyle b}. In relazione alla figura avremo:{\displaystyle {\begin{aligned}AC=a&&BF=b\end{aligned}}\;.}
2. La corda interseca ora i lati destri dei pannelli 1 e 2 nei punti {\displaystyle X} e {\displaystyle Y}, chiamiamo {\displaystyle x} e {\displaystyle y} le loro distanze dalla base. In relazione alla figura avremo{\displaystyle {\begin{aligned}YS=y&&XD=x\end{aligned}}\;.}
3. Facciamo scorrere in orizzontale i tre pannelli fino a quando il punto {\displaystyle X} non si sovrappone con la diagonale del pannello 2 ed il punto {\displaystyle Y} con la diagonale del pannello 3. In questa configurazione il mesolabio permette di misurare sulle scale graduate i valori di {\displaystyle x} e {\displaystyle y} e questi soddisfano la proporzione cercata.

## I medi proporzionali e la duplicazione del cubo
Lo stesso Eratostene considerava l'invenzione del mesolabio come un risultato di grande importanza, in particolare al suo possibile utilizzo per risolvere il problema della duplicazione del cubo, uno dei problemi aperti proposti da Euclide negli Elementi. Eutocio nei suoi commenti ad Archimede cita una lettera di Eratostene al re Tolomeo III in cui racconta la genesi del problema della duplicazione del cubo:
Eratostene a Tolomeo salute
Narrano che uno degli antichi poeti tragici facesse apparire sulla scena Mino nell’atto di far costruire una tomba Glauco e che Mino, accorgendosi che questa era lunga a ogni lato 100 piedi, dicesse “Piccolo spazio invero accordasti alla tomba di un re, raddoppialo conservando sempre la forma cubica, raddoppia subito tutti i lati del sepolcro”.
Ora è chiaro che egli si ingannava, infatti, duplicandone i lati, una figura piana quadruplica mentre una solida si ottuplica. Allora anche fra i geometri fu agitata la questione in qual modo si potesse duplicare una data figura solida qualunque conservandone la specie. E questo problema fu chiamato duplicazione del cubo.

Dopo di che tutti furono per lungo tempo titubanti, per primo Ippocrate da Chio trovò che se tra due linee rette, delle quali la maggiore sia doppia della minore, si inscrivono due medie in proporzione continua, il cubo sarà duplicato e così trasformò una difficoltà in un’altra non minore. Si narra poi che più tardi i Delii, spinti dall’oracolo a duplicare una certa ara, caddero nello stesso imbarazzo ed alcuni delegati vennero spediti ai geometri che convenivano con Platone all’Accademia per eccitarli e cercare quanto era richiesto. Essi se ne occuparono con diligenza e si dice che, avendo cercato di inserire due medie tra due rette, Archita Tarantino vi riuscisse col semicilindro ed Eudosso invece mediante certe linee. Questi furono seguiti da altri, nel rendere più perfette le dimostrazioni, non però nell’effettuare la costruzione ed accomodarla alla pratica, eccettuato forse Menecmo e con gran fatica.
Eratostene attribuisce a Ippocrate di Chio la scoperta che, dato un cubo di spigolo {\displaystyle a}, si può determinare lo spigolo {\displaystyle x} del cubo di volume doppio individuando i due medi proporzionali {\displaystyle x} e {\displaystyle y} tra i segmenti {\displaystyle a} e {\displaystyle 2a}, ossia attraverso le proporzioni
{\textstyle a:x=x:y=y:2a} .
In termini algebrici queste proporzioni restituiscono il sistema di uguaglianze tra i prodotti degli medi e degli estremi:
{\displaystyle {\begin{cases}ay=x^{2}\\2xa=y^{2}\end{cases}}}.
Risolvendo tale sistema si ottiene l'equazione {\displaystyle x^{4}=2a^{3}x} che, fintanto che {\displaystyle x} non è nullo, restituisce
{\displaystyle x^{3}=2a^{3}},
ossia il cubo costruito sul primo medio proporzionale è doppio del cubo costruito sul segmento di partenza.
In questo modo il problema della duplicazione del cubo viene trasformato in un problema, di non minore difficoltà per il tempo, di ricerca dei medi proporzionali utilizzando strumenti geometrici. La soluzione di Menecmo citata da Eratostene prevede di disegnare due parabole di vertice corrispondente, assi perpendicolari e di caratteristiche {\displaystyle a} e {\displaystyle 2a}. In questo modo il rettangolo di lati paralleli agli assi che viene individuato dalle intersezioni tra le due parabole avrà lati di lunghezza {\displaystyle x} e {\displaystyle y}, medio proporzionali tra {\displaystyle a} e {\displaystyle 2a}. In termini moderni questo significa disegnare le due parabole
{\displaystyle {\begin{aligned}y^{2}=ax&&{\text{e}}&&x^{2}=2ay\quad ,\end{aligned}}}
le cui intersezioni sono l'origine del piano cartesiano e il punto {\displaystyle P=(x;y)}.

## Dimostrazione matematica
Per mostrare il principio matematico di funzionamento del mesolabio di Eratostene partiamo considerando una versione semplificata con due soli pannelli, rappresentati in figura dei rettangoli {\displaystyle ABCD} e {\displaystyle A'B'C'D'}. La cordicella è tesa tra i punti {\displaystyle A} e {\displaystyle Y} agli estremi esterni dei pannelli. Sovrapponiamo i due pannelli in modo tale che il punto {\displaystyle X} sia intersezione tra il lato destro {\displaystyle CD} del primo pannello e la diagonale {\displaystyle A'C'} del secondo pannello.  Individuiamo le seguenti lunghezze:
- {\displaystyle a=AD=BC=A'D'=BC'}, altezza dei rettangoli;
- {\displaystyle b=AB=CD=A'B'=C'D'}, base dei rettangoli.

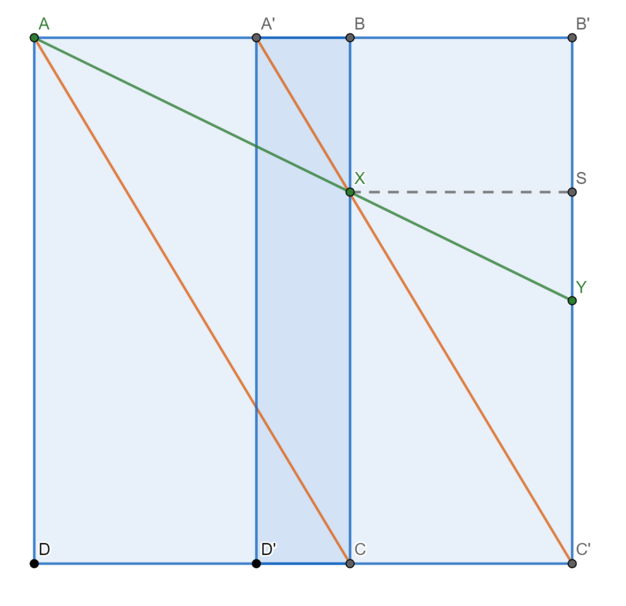
Schema del mesolabio ridotto a due pannelli

Vogliamo mostrare ora che le lunghezze {\displaystyle x=XC} e {\displaystyle y=YC'} soddisfano la proporzione {\displaystyle a:x=x:y}. Per fare questo osserviamo che:
1. I triangoli {\displaystyle X{\overset {\bigtriangleup }{C}}C'} e {\displaystyle A{\overset {\bigtriangleup }{C}}D} sono simili dunque, detta {\displaystyle u=CC'} la base del primo, sarà valida la proporzione {\displaystyle a:b=x:u}
2. I triangoli {\displaystyle A{\overset {\bigtriangleup }{X}}B} e {\displaystyle X{\overset {\bigtriangleup }{Y}}S} sono simili dunque sarà valida la proporzione  {\displaystyle (a-x):b=(x-y):u}

Usando la prima proporzione per sostituire il rapporto {\displaystyle a:b} nella seconda otteniamo:
{\displaystyle x:u-x:b=x:u-y:u}
da cui segue eliminando termini uguali ai due lati dell'equazione:
{\displaystyle x:b=y:u\quad \Rightarrow {}\quad x:y=b:u}
ed ora è sufficiente sfruttare nuovamente la prima proporzione per sostituire {\displaystyle b:u} con {\displaystyle a:x} per ottenere la proporzione {\displaystyle a:x=x:y} cercata.
La proporzione trovata vale tra ogni coppia di pannelli consecutivi disposti nella corretta configurazione dunque per mostrare la relazione
{\textstyle a:x=x:y=y:b\;.}
per i tre pannelli del mesolabio di Eratostene basta osservare che valgono:
- {\textstyle a:x=x:y}  tra il pannello 1 ed il pannello 2;
- {\textstyle x:y=y:b} tra il pannello 2 ed il pannello 3.

## Estensione del mesolabio ed uso musicale
Possiamo estendere questo dispositivo aggiungendo un numero arbitrario di pannelli in sequenza. Sia dunque {\displaystyle X_{n}} il punto di intersezione tra la diagonale del pannello n-esimo e il lato destro del pannello (n-1)-esimo, disposti in modo che questo punto cada sulla retta che passa per {\displaystyle A} e per tutti gli {\displaystyle X_{1},X_{2},\dots ,X_{n-1}} precedenti. Siano {\displaystyle x_{1},x_{2},\dots ,x_{n-1}} le distanze tra questi punti e la base del rispettivo rettangolo, allora avremo:
{\displaystyle a:x_{1}=x_{1}:x_{2}=x_{2}:x_{3}=\dots =x_{n-1}:x_{n}\;.}
Questa estensione del mesolabio verrà usata da Gioseffo Zarlino per la suddivisione della corda per ottenere 12 semitoni uguali e proporzionali nell'ottava. Usando infatti un mesolabio composto da 13 pannelli ed una fune tesa tra due lunghezze {\displaystyle a}, lunghezza della corda, e {\displaystyle {\frac {a}{2}}}. Si individuano 12 distanze che soddisfano
{\displaystyle a:x_{1}=x_{1}:x_{2}=x_{2}:x_{3}=\dots =x_{11}:x_{12}=x_{12}:{\frac {a}{2}}}
dove la corda pizzicata produce 12 semitoni uguali prima di tornare alla fondamentale un'ottava più alta.